# 白棟圭
白 棟圭（ペク・ドンギュ、백동규、1991年5月30日 - ）は、韓国出身のサッカー選手。Kリーグ1・済州ユナイテッドFC所属。ポジションはセンターバック。

## 経歴
2014年のKリーグドラフトでFC安養 に入団。
2015年6月9日に済州ユナイテッドFCに移籍した。
2017年のAFCチャンピオンズリーグでは5月9日のガンバ大阪戦にフル出場。5月31日の浦和レッドダイヤモンズ戦では控え選手としてベンチ入りしたが、試合中に激昂してフィールド内に乱入。阿部勇樹に肘打ちを喰らわせるなどの暴力行為を行ったことにより退場処分を受けた。ペクは暴力行為について、浦和レッズが非紳士的に感情を刺激するなど原因を提供したと主張する一方で、訪日して阿部に謝罪をする意向を示した が、アジアサッカー連盟から3カ月間の資格停止と制裁金1万5000ドル（約165万円）を科せられた。